# Пятницкий, Николай Петрович
Николай Петрович Пятницкий (1900—1974) — советский гастроэнтеролог, профессор.

## Биография
Согласно архивным сведениям профессор Пятницкий Н. П. являлся основателем, организатором учебного и научно-исследовательского процесса и руководителем кафедры биологической химии Кубанского медицинского института на протяжении многих лет, его научным руководителей был Александр Иванович Смирнов, который являлся одним из последователей научной школы выдающегося русского ученого Ивана Петровича Павлова.
События того времени говорят о том, что в 1920 году был организован Кубанский государственный университет, куда Николай Петрович поступил учиться.
Широта, разносторонность кругозора и системность мышления молодого и талантливого студента Пятницкого Н. П., с феноменальной тягой к знаниям, говорит сама за себя: окончив Краснодарский сельскохозяйственный институт (в 1925 году), а затем и медицинский (в 1926), он стал заведовать кафедрой биологической химии с момента её создания (в 1931 году), но утвержден в должности заведующего кафедрой с присвоением ему ученого звания профессора по приказу Наркомата здравоохранения СССР он стал только спустя два года (в 1933 году).
Николай Петрович трудился на кафедре на протяжении 42 лет до самой своей смерти в 1973 году, его первые научные исследования были из области физиологии и биохимии пищеварения именно этим фундаментальным направлением он продолжал заниматься на протяжении всей своей жизни. Созданная им научная школа гастроэнтерологии начавшая формироваться ещё в 1940-е годы до сих пор является научным наследием Кубани.
На основании собственных и выполненных совместно с сотрудниками экспериментальных работ по желудочному пищеварению Н. П. Пятницкий оформил заявку на открытие. Комитет по делам изобретений и открытий при Совете Министров СССР установил, что Н. П. Пятницкий сделал открытие «Свойство оптимального выделения пепсина желудком у млекопитающих». В 1960—1970-е годы Н. П. Пятницкий активно занимается изобретательской деятельностью, им получено за эти годы 14 авторских свидетельств.